# آلفیو باسیله
آلفیو باسیله (به انگلیسی: Alfio Basile) (زاده ۱ نوامبر ۱۹۴۳، باییا بلانکا) مشهور به کوکو، بازیکن فوتبال بازنشسته و مربی فوتبال اهل آرژانتین می‌باشد. وی در حام‌جهانی ۱۹۹۴ سرمربی‌گری آرژانتین را بر عهده داشت.